# Łagiewniki (Krotoszyn)
Pour les articles homonymes, voir Łagiewniki.
Łagiewniki (prononciation : [waɡʲɛvˈniki]) est un village polonais de la gmina de Kobylin dans le powiat de Krotoszyn de la voïvodie de Grande-Pologne dans le centre-ouest de la Pologne.
Il se situe à environ 8 kilomètres au nord de Kobylin (siège de la gmina), à 17 kilomètres au nord-ouest de Krotoszyn (siège du powiat) et à 74 kilomètres au sud de Poznań (capitale régionale).
Le village possédait une population de 471 habitants en 2011.

## Histoire
De 1975 à 1998, le village faisait partie du territoire de la voïvodie de Leszno.

Depuis 1999, Łagiewniki est situé dans la voïvodie de Grande-Pologne.